# John F. Starr
John Farson Starr, född 25 mars 1818 i Philadelphia i Pennsylvania, död 9 augusti 1904 i Atlantic City i New Jersey, var en amerikansk politiker (republikan). Han var ledamot av USA:s representanthus 1863–1867.
Starr efterträdde 1863 John T. Nixon som kongressledamot och efterträddes 1867 av William Moore.